# François Marie Di Francia
François Marie Di Francia (Messine, 19 février 1853 - Roccalumera, 22 décembre 1913) est un prêtre italien fondateur des capucines du Sacré-Cœur et reconnu vénérable par l'Église catholique. Il est le frère cadet de saint Hannibal Marie Di Francia.

## Biographie
Il naît le 19 février 1853 ; c'est un enfant posthume car son père, le marquis Di Francia, est décédé le 10 octobre 1852. Sa mère l'envoie, ainsi que son frère Hannibal, au collège des cisterciens de Messine. C'est là que les deux frères ressentent le désir de devenir prêtres. En raison de la fermeture des séminaires et de l'expulsion des pères cisterciens en 1866 par le gouvernement, ils poursuivent leurs études en privé. Il est ordonné le 18 décembre 1880, deux ans après l'ordination de son frère aîné. Il se consacre à la prédication dans Messine et ses alentours et assiste les malades à domicile et à l'hôpital.
Malgré l'anticléricalisme, des œuvres catholiques voient le jour comme celle de Don Luigi Sturzo (1871-1959). François Marie, à l'exemple de son frère aîné, se consacre à l'aide des pauvres, car à l'époque, 80 % des habitants de Messine sont analphabètes et le manque d'eau potable et d'hygiène provoque des épidémies récurrentes de choléra et de variole. En 1886, ils sont aussi aidés par Natalie Briguglio (1870-1950).
À la fin de l'été 1887, Messine est frappée par le choléra, beaucoup d'habitants vont à la campagne, abandonnant les malades. Les autorités ont à peine organisé un hôpital avec quelques médecins ; mais Don Francesco demande à aller au lazaret de Messine (it) pour apporter son assistance spirituelle aux mourants. Après cet épisode, il donne tout son héritage pour ses œuvres de son frère et l'aide pendant neuf ans.
Après dix ans de dévouement, Natalie Briguglio, se rend dans sa ville natale avec trois compagnes pour faire une retraite mais restent à Roccalumera. Le cardinal Guarino les confie au Père François Marie, surtout lorsque les premiers orphelins sont accueillis. Les sœurs prennent le nom de pauvres sœurs du Sacré-Cœur avec Mère Briguglio qui prend le nom de Mère Véronique de l'Enfant-Jésus, et devient supérieure et cofondatrice,. Lors du séisme du 28 décembre 1908 à Messine, les deux frères œuvrent côte à côte pour aider les blessés et les orphelins en grand nombre. Dans les années suivantes, François Marie poursuit sa mission de guide spirituel de la communauté de Roccalumera avec l'aide d'un capucin. Il meurt le 22 décembre 1913.

## Culte
Le 24 mai 1935, le corps du chanoine Di Francia est transféré du cimetière de Roccalumera au sanctuaire de Saint Antoine de Padoue (it) construit par Mère Véronique et annexé à l'orphelinat.
Le procès informatif commence le 19 mars 1984, il est reconnu vénérable le 19 mars 2019 par le pape François.